# Gradišica
Gradišica este o localitate din comuna Hrpelje - Kozina, Slovenia, cu o populație de 29 de locuitori.